# Хоссейнзаде, Амирхоссейн
Амирхоссе́йн Хоссейнзаде́ (перс. امیرحسین حسین‌زاده‎; родился 30 октября 2000 года в Тегеране, Иран) — иранский футболист, нападающий клуба «Трактор» из Тебриза.

## Клубная карьера
Амирхоссейн начинал карьеру в столичной команде «Могавемат». В 2018 году он перебрался в юношескую команду «Сайпа» из Кереджа. В в составе взрослой команды «оранжевых» состоялся его дебют во взрослом футболе: 24 февраля 2019 года нападающий появился на поле в концовке матча чемпионата Ирана против клуба «Трактор Сази». В своей третьей игре за клуб он забил первый мяч в карьере, поразив ворота «Фулада» 7 марта. Всего в дебютном сезоне Амирхоссейн отметился 4 забитыми мячами в 14 встречах высшей лиги Ирана. В сезоне 2019/20 на его счету были 3 гола в 21 игре турнира. В сезоне 2020/21 нападающий принял участие в 12 матчах, не отличившись голевыми действиями.
Сезон 2021/22 Амирхоссейн провёл в «Эстегляле», забил 8 голов в 30 матчах и тем самым внёс свой вклад в завоёванное клубом чемпионство. Летом 2022 года нападающий перешёл в бельгийский «Шарлелуа». Он отметился всего 2 мячами в 23 встречах бельгийского первенства и вернулся на родину уже год спустя. Новой командой Амирхоссейна стал тебризский «Трактор», за который в первом сезоне он провёл 28 матчей и забил 3 гола. В сезоне 2024/25 нападающий поразил ворота соперников 14 раз в 28 встречах, став не только лучшим бомбардиром иранского первенства, но и его чемпионом.

## Карьера в сборной
В 2017 году Амирхоссейн представлял Иран на юношеском уровне, отыграв 8 безголевых встреч в составе юношеской сборной Ирана (до 17 лет). В 2018—2020 годах он выступал за молодёжную сборную Ирана, забив 1 гол в 5 матчах. С 2022 года нападающий является членом национальной сборной Ирана: 24 марта он вышел на замену в концовке игры с южнокорейцами. В своей седьмой игре за сборную Амирхоссейн забил первый мяч, поразив ворота национальной сборной КНДР.

## Достижения

### Командные
«Эстегляль»
- Чемпион Ирана (1): 2021/22

 «Трактор»
- Чемпион Ирана (1): 2024/25

 Сборная Ирана
- Обладатель Кубка наций ФАЦА (1): 2023

### Личные
- Лучший бомбардир чемпионата Ирана (1): 2024/25